# Atrox
Atrox è una band Avantgarde/Progressive metal Norvegese fondata a Trondheim. Il tema principale della loro musica è la psiche umana.

## Formazione
- Rune Folgerø - (voce)
- Rune Sørgård - (chitarra)
- Eivind "-viNd-" Fjoseide - (Chitarra)
- Erik Paulsen - (basso)
- Tor-Arne Helgesen - (batteria)
- Per Spjøtvold - (tastiere)

## Discografia
- 1992 - Mindshadow (demo)
- 1993 - Dead Leaves (demo)
- 1997 - Rise/Silence The Echoes (Ep)
- 1997 - Mesmerised
- 2000 - Contentum
- 2002 - Terrestrials
- 2003 - Orgasm
- 2008 - Binocular